# Парадокс Абилина
Парадо́кс Абили́на (англ. Abilene paradox) заключается в том, что группа людей может принять решение, противоречащее возможному выбору любого из членов группы, из-за того, что каждый индивидуум считает, что его цели противоречат целям группы, а потому не возражает.
Парадокс был описан специалистом по науке управления Джерри Харви в статье The Abilene Paradox and other Meditations on Management в 1974 году. Имя парадоксу дано по мотивам анекдота, описанного в этой статье:
В один жаркий техасский вечер некая семья играла в домино на крыльце до тех пор, пока тесть не предложил съездить в Абилин отобедать. Жена сказала: «Звучит неплохо». Муж, несмотря на то, что поездка обещала быть долгой и жаркой, подумал, что надо бы подстроиться под других, и произнёс: «По-моему, неплохо; надеюсь, что и твоя мама не откажется». Тёща же ответила: «Конечно, поехали! Я не была в Абилине уже давно».
Дорога была жаркой, пыльной и долгой. Когда же они наконец приехали в кафетерий, еда оказалась невкусной. Спустя 4 часа они, измученные, вернулись домой.
Один из них произнёс неискренне: «Верно, неплохая была поездка?». Тёща на это сказала, что, на самом деле, она бы лучше осталась дома, но поехала, раз уж остальные трое были полны энтузиазма. Муж сказал: «Я был бы рад никуда не ездить, поехал лишь чтобы доставить остальным удовольствие». Жена произнесла: «А я поехала, рассчитывая на радость остальных. Надо было быть сумасшедшим, чтобы добровольно отправиться в эту поездку». Тесть ответил, что он предложил это лишь потому, что ему показалось, что остальным скучно.

И они сидели, ошеломлённые тем, что поехали в поездку, которой никто из них не хотел. Каждый из них предпочёл бы спокойно наслаждаться тем днём.
Этот феномен настолько похож на групповое мышление, что иногда даже исследователи этих двух явлений могут принять одно за другое. Однако парадокс Абилина имеет целый ряд существенных отличий от группового мышления — учёные называют не менее семи.
Например, в случае проявления группового мышления член группы подвержен её «тирании», он становится конформистом и следует за группой из-за давления, которое группа на него оказывает («вообще-то он хороший мальчик, но связался с плохими парнями»). В случае парадокса Абилина член группы может думать, что на него оказывается давление, явное или неявное, хотя на самом деле давления нет, есть только недостаток коммуникации. Даже если результаты группового действия при групповом мышлении и в случае парадокса оказываются одинаковыми, они являются следствиями разной динамики, в частности, плохого управления согласием, в случае парадокса.
Кроме того, при групповом мышлении участники группы, хотя и не могут правильно учесть свои разногласия, в целом остаются довольны результатом; в случае парадокса Абилина участники не могут правильно озвучить свои предпочтения другим членам группы и остаются исходом недовольны. Парадокс легко объясняется различными социологическими науками, подтверждающими, что человек редко совершает поступки, противоречащие поступкам его группы. Социальные сдерживающие факторы часто подавляют проявление истинных чувств и реализацию желаний отдельного индивидуума.
Парадокс Абилина широко применим к принятию управленческих и маркетинговых решений, в тимбилдинге известен как «обманчивый успех единодушного принятия решения в команде».